# 中國海外諾信
中國海外諾信國際控股有限公司，簡稱中國海外諾信（港交所：0464）。在1984年，「建福實業有限公司」於香港成立。其後在1989年由主席林偉明進行收購該公司，再在1991年，由譚治生進行收購。
業務在全球經營從事設計、生產及出口各種電子美髮產品、電子保健產品及其他小型家電產品。
該股份和認股權證（2008年6月13日到期）在2005年6月16日於港交所主板上市。該公司招股價為0.55港元，發售股份為1億股，集資額為36,500,000港元。而當時0.65至0.85港元招股價之間，集資額為8500万港元，上市日期為2005年5月24日，但由於受市况波动及利率环境的影响而擱置。2019年，公司名稱由「建福集團控股有限公司」(Kenford Group Holdings Limited)改為「中國海外諾信國際控股有限公司」(China Overseas Nuoxin International Holdings Limited)。

## 連結
- kenford.com.hk （页面存档备份，存于）